# Ricardo López Lavalle
Ricardo López-Lavalle Razuri (Lima, Perú, 22 de julio de 1944 - Callao, 20 de julio del 2022) fue un futbolista peruano que se desempeñaba como delantero, su principal virtud era el estilo de patear penales y tiros libres.

## Trayectoria
Llegó a los juveniles de Sporting Cristal en 1964, debutó profesionalmente en 1966 con Defensor Lima donde fue cedido.
A fines de diciembre de 1967 regresa a Sporting Cristal donde anota el gol del triunfo 1-0 en amistoso ante la Checoslovaquia en un torneo Pentagonal que se jugó hasta enero de 1968. 
Ya para el torneo 1968 es nuevamente cedido al cuadro granate de Defensor Lima, lamentablemente el 24 de noviembre de ese año sufre una grave lesión de triple fractura de tibia y peroné en un partido ante Alianza Lima luego de un choque con Julio Baylón lo alejó de las canchas por un año.
En 1970 regresa al fútbol y juega por el Juan Aurich, luego jugaría por el Sport Boys y por Deportivo Sima.

## Clubes
| Club           | País | Año         |
| -------------- | ---- | ----------- |
| Defensor Lima  | Perú | 1966 - 1968 |
| Juan Aurich    | Perú | 1970        |
| Sport Boys     | Perú | 1971        |
| Deportivo Sima | Perú | 1972 - 1973 |

- Datos: Q76761943